# Сайозеро
Сайозеро — пресноводное озеро на территории Чёбинского сельского поселения Медвежьегорского района Республики Карелии.

## Общие сведения
Площадь озера — 1,4 км². Располагается на высоте 118 метров над уровнем моря.
Форма озера продолговатая: оно более чем на два километра вытянуто с северо-запада на юго-восток. Берега несильно изрезанные, каменисто-песчаные, преимущественно возвышенные.
Из юго-восточной оконечности Сайозера вытекает ручей Гейнооя, впадающий в озеро Хейниламби 1-е, из которого вытекает ручей с неустановленным названием, впадающий в озеро Хейниламби 2-е. Из последнего вытекает ручей Пайдаоя, впадающий в Остерозеро, из которого берёт начало река Остёр, приток Кумсы, впадающей в Онежское озеро.
В озере около десятка безымянных островов различной площади, рассредоточенных по всей площади водоёма.
К северу от озера проходит лесная дорога.
Населённые пункты вблизи водоёма отсутствуют.
Код объекта в государственном водном реестре — 01040100611102000018800.